# Mantidactylus betsileanus
Mantidactylus betsileanus (Boulenger, 1882) è una rana della famiglia Mantellidae, endemica del Madagascar.